# Arrondissement de Fafacourou
L'arrondissement de Fafacourou est l'un des arrondissements du Sénégal. Il est situé dans le département de Médina Yoro Foulah et la région de Kolda, en Casamance, dans le sud du pays.
Il a été créé par un décret du 10 juillet 2008.
Il compte deux communautés rurales :
- Communauté rurale de Badion
- Communauté rurale de Fafacourou

Son chef-lieu est Fafacourou.